# Turnverein Hassee-Winterbek
THW Kiel é uma equipa de andebol de Kiel, Alemanha. O THW Kiel compete no Campeonato Alemão de Handebol e é recordista de títulos com 18.
O ano de 2012 foi o ano de maior sucesso para a equipa, ao conseguir conquistar o triplete, a liga e a taça da Alemanha e juntamente com a Liga dos Campeões da Andebol com apenas duas derrotas na temporada.

## Titulos
Lista de titulos atualizada em 2013.
- Campeonato Alemão de Handebol: 18
  - 1957, 1962, 1963, 1994, 1995, 1996, 1998, 1999, 2000, 2002, 2005, 2006, 2007, 2008, 2009, 2010, 2012, 2013

- Copa da Alemanha de Handebol: 9
  - 1998, 1999, 2000, 2007, 2008, 2009, 2011, 2012, 2013

- Super copa da Alemanha de Handebol: 7
  - 1995, 1998, 2005, 2007, 2008, 2011, 2012

- EHF Champions League: 3
  - 2007, 2010, 2012

- EHF Champions League Finalista: 3
  - 2000, 2008, 2009

- EHF Cup: 3
  - 1998, 2002, 2004

- Campeonato Europeu de Clubes: 1
  - 2007

- Campeonato Mundial de Handebol: 1
  - 2011

## Time

### Elenco Atual
Atualizado em 2013
| Nr. | Nacionalidade | Nome                    |
| --- | ------------- | ----------------------- |
| 1   | Suécia        | Johan Sjöstrand         |
| 12  | Suécia        | Andreas Palicka         |
| 16  | Alemanha      | Moritz Krieter          |
| 7   | Dinamarca     | René Toft Hansen        |
| 9   | Islândia      | Guðjón Valur Sigurðsson |
| 11  | Alemanha      | Christian Sprenger      |
| 15  | Alemanha      | Rune Dahmke             |
| 17  | Alemanha      | Patrick Wiencek         |
| 18  | Suécia        | Niclas Ekberg           |
| 19  | Dinamarca     | Rasmus Lauge Schmidt    |
| 22  | Tunísia       | Wael Jallouz            |
| 24  | Islândia      | Aron Pálmarsson         |
| 33  | Alemanha      | Dominik Klein           |
| 39  | Chéquia       | Filip Jícha             |
| 41  | Sérvia        | Marko Vujin             |
|     | Croácia       | Domagoj Duvnjak         |

### Jogadores Notáveis
- Daniel Kubeš
- Henning Fritz
- Nikola Karabatić
- Stefan Lövgren
- Staffan Olsson
- Magnus Wislander
- Demetrio Lozano
- Nenad Peruničić
- Vid Kavtičnik
- Aleš Pajovič
- Johan Petersson
- Kim Andersson
- Davor Dominiković
- Andrei Xepkin
- Zvonimir Serdarušić - "Noka"
- Goran Stojanović
- Peter Gentzel
- Bruno Martini
- Jérôme Fernandez
- Ljubomir Pavlović
- Milutin Dragićević
- Henrik Lundström
- Lars Krogh Jeppesen
- Tobias Reichmann
- Børge Lund
- Igor Anić
- Martin Boquist
- Frode Hagen
- Julio Fis
- Mattias Andersson
- Morten Bjerre
- Piotr Przybecki
- Robert Arrhenius
- Per Linders